# Манастир Добрун
Манастир Добрун је манастир Српске православне цркве који се налази у Дабробосанској митрополији.
Манастир се налази у близини Вишеграда, на реци Рзав. Ово је један од најстаријих манастира на просторима данашње Босне и Херцеговине. Тренутно (јануар 2008) је игуман манастира отац Калистрат.
Најпознатије фреске у манастиру су фреска цара Душана са женом Јеленом и сином Урошем, као и фреска са ктитором манастира, жупаном Прибилом, његовим синовима и зетом Станом које су и до данас сачуване.
У стенама изнад манастира се налази пећина чији је улаз некада био озидан сигом. У њој су живели испосници који су у манастир силазили само за време великих празника.
У саставу манастира постоји издавачка кућа „Дабар“ која издаје истоимени часопис посвећен митрополији дабробосанској. Сем њега ова издавачка кућа је штампала око 50 других духовних наслова

## Историја
Митрополит Сава Косановић је писао о плочи изнад улазних врата Добрунске цркве из које се види да је припрату дао саградити 891. године велики жупан Петар, у монаштву Јован. Старију цркву, без припрате, је подигао његов отац Прибислав.
Према изворима који тврде да је манастир настао за време владавине цара Душана манастир је основао жупан Прибил. На северном зиду припрате и данас се налазе сачувани портрети краља Душана, жене му Јелене и сина им Уроша из 1343. године. Жупан Прибил је поред жупанског двора у тврђави између 1340. и 1343. године саградио и манастир. Манастирска црква је била скромна, зидана је од камена и сиге, имала је облик једнобродне засведене базилике без куполе. Храм су живописали врсни зографи из јужне Србије. Постоје и извори који тврде да је манастир настао за време владавине цара Душана када је у Добруну дужност чувара тог дела западне границе српске државе вршио жупан Прибил.
После монашења жупана Прибила (монашко име Варнава) наслеђују га синови прво Стефан а потом Петар, који је дозидао спољну припрату и ризницу са северне стране и живописао их 1383. године. "Дјебр - Дабар - Добрун" са црквом посвећеном празнику Успењу Пресвете Богородице је задужбина Петра жупана. То је била најстарија столица дабробосанских митрополита, а налазио се поред реке Рзава. У време жупана Петра у Добруну је било око 720 монаха. Под утицајем босанских властелина Радиновића и Павловића, који су столовали у Вишеграду, повлачи се жупан Петар и по примеру свога оца замонашио се под именом Јован.
Добрун је пао под Турке 1462. године. Према сачуваној легенди, освојен је издајом. Један српски слуга открио је Турцима да су из Добруна отишли сватови по младу у Пријепоље. Турци су сачекали сватове у повратку иза Бијелих Брда, побили их, преобукли се у сватове, ушли у град Добрун и заузели га. Том приликом разрушили су град док је манастир оштећен. Млађи монаси су се разбежали по неприступачним испосницама широм добрунске области док су у манастиру остали само старији. После смрти ових монаха манастирска црква је отварана само о великим празницима док манастир није порушен и потпуно запустео.
Манастир у XVI веку обнављају монаси, који су након напуштања добрунског манастира основали метох у месту Ваган. Турци су га поново порушили крајем XVII века а монаси су се разбежали по старим испосницама. Народ добрунског краја је поново обновио је манастир крајем XVIII века. Ипак у манастиру није било монаха па се служило три пута годишње: на Божић, Васкрс и на Духове.
Устанак у Босни и Херцеговини 1875. године Турци су казнили рушењем великог броја светиња међу којима и манастира Добруна. Берлинским конгресом 1878. године Босна је добила новог господара, уместо Турске, Босну су окупирали Аустроугари. Захваљујући митрополиту Сави Косановићу, народу добрунског краја и помоћи баронесе Вилхелмине Николић манастир Добрун је 1884. године поново обновљен. Обновљена је првобитна црква жупана Прибила, али не и припрата и ризница жупана Петра.
Током Првог светског рата манастир је поново страдао. Са обнављањем се почело 1921. године. Приликом обнове прекречен је ктиторски натпис изнад надвратника на улазу у нартекс, а старе фреске у засведеном трему покривене су новим слојем живописа. Нова несрећа задесила је манастир у Другом светском рату. Немци су цркву користили као магацин за мине, које су јануара 1945. године активирали и разорили манастир до темеља. Ово је било најтеже разарање манастира. Остали су само припрата и звоник.
За годину дана народ је поново обновио манастирску цркву, која је освећена у недељу по Митровдану 1946. године.
Године 1994, након 250 година, одлуком митрополита Дабробосанског Николаја манастир је поново насељен монасима.
Године 2004, када је обележено 200 година од подизања Првог српског устанка, манастирском комплексу су додати нови објекти. Међу тим објектима налази се и Карађорђев конак у коме је, на првом спрату смештен Музеј Првог српског устанка, док се на другом спрату налази музеј дабробосанских митрополита у коме је приказан историјат ове митрополије. У саставу музеја дабробосанских митрополита се налази и мала капела која је посвећена светом апостолу Андреју Првозваном, крсној слави краљевске породице Карађорђевић.
Године 2004. је на стени поред великог белог крста, изнад манастирске порте постављен споменик Карађорђу. Исте године је познати добротвор и пословни човек из Чикага Слободан Павловић финансирао изградњу пешачког моста преко реке Рзав.
У току је и оправљање старе цркве Успења пресвете Богородице. У ископинама испод цркве су пронађени остаци фресака из средњег века, керамике, као и аустроугарски метални новац. Такође је у ископинама откривено и преко два квадратна метра делова фресака, које су највероватније затрпане након експлозије коју су изазвали немачки војници 1945. године. Археолози су такође открили више људских посмртних остатака и један цео гроб, што указује на то да су се овде у прошлости сахрањивали црквени великодостојници, као и ктитори.

## Галерија
- Манастир Добрун, Карађорђев конак
- Манастир Добрун
- Манастир Добрун, локомотива
- Манастир Добрун
- Манастир Добрун
- Капија манастира Добрун